# 东大泼泼罗案件
东大泼泼罗案件（日语：東大ポポロ事件），是一起日本最高法院判决的宪法诉讼案件。事件发生在东京大学，该校合法学生团体“泼泼罗剧团”在公开表演时，对进入会场的便衣警察施以暴力。
该案涉及到大学自治权的问题，是关于日本国宪法第23条保障学术自由及大学自治问题的重要案例。

## 案件概要
泼泼罗剧团是东京大学的合法学生团体。1952年2月20日，该剧团在东京大学本乡校区法文经25号教室上演以松川事件为背景的演剧《在某日》（剧作家：藤田晋助，发表于1952年1月）。该剧的演出活动已得到校方的批准。在演出过程中，学生發现观众中混有四名本富士警察署的便衣警察，于是将其中三名警察扣押，抢走其警察证件，并强迫他们写下了道歉的文字。之后，警方依据《关于处罚暴力行为的法律》对学生中的两人提起了刑事诉讼。其中一人是后来成为秋田县横手市市长的千田谦藏。

## 审判经过
东京地方裁判所作出的一审判决认为被告的行为是维护大学自治的正当行为，宣告学生无罪（東京地方裁判所昭和29年5月11日判決）。二审（東京高等裁判所昭和31年5月8日）也维持原判，因此公诉方检察官向最高裁判所提出了上告。
1963年（昭和38年）5月22日，最高裁判所大法庭经过审理，判决撤销原判，发回东京地方裁判所重审。判决理由如下：“大学的学术自由及自治的依据，在于以大学为学术中心，以探究真理、教授研究专业学问为其职责的理念。学术自由意味着教授及其他研究人员的研究、成果的发表以及教学的自由。作为上述自由和自治的延续，理应由大学当局自治管理有关设施，并将学术自由和设施的利用权利扩展到大学的学生”。但是，“本案中的集会，并不是为了研究学术或者发表成果，实质上是社会政治活动，也是公开性的集会或者具有类似性质，因此不应当享有大学学术自由和自治的待遇。因此，警察进入本案中的集会，并没有侵犯大学的学术自由和自治活动。”
本案判决书中，入江俊郎、奥野健一、山田作之助、斎藤朔郎等四位大法官作出了共同补充意见，裁判官垂水克己和裁判官石坂修一分别作出了补充意见，而裁判官横田正俊书写了独立的意见。
发回重审后，被告被一审判处有罪（東京地方裁判所昭和40年6月26日判決），之后的上诉和上告也均被驳回（東京高等裁判所昭和41年9月14日判決、最高裁判所昭和48年3月22日判決）。最终被告分别被判处有期徒刑6个月和4个月，缓期执行２年。

## 观点
- 作为制度保障的学术自由。
- 区分“社会政治活动”与“学术研究及成果发表”的困难程度。
- 警察的介入以及当时日本文部省的通知。

## 判例评释
- （日語）佐藤司《学問の自由と大学の自治─ポポロ事件」芦部信喜・高橋和之・長谷部恭男編『憲法判例百選I 第4版』184頁（有斐閣、2000年）

## 脚注
1. ↑  （日語）旬報社デジタルライブラリー  松川運動史編纂委員会「松川運動全史」目録〜あとがき （页面存档备份，存于）

## 关联条目
- 学校教育法
- 旭川学园事件
- 矢内原忠雄（当时东京大学校长）
- 田中荣一（当时的警察总监）
- 土井大助 – 现场目击者。
- 千田谦藏 – 被告之一，后担任秋田县横手市市长。
- 公安警察